# Quedius sundukovi
Quedius sundukovi (лат.) — вид коротконадкрылых жуков рода Quedius из подсемейства Staphylininae (Staphylinidae). Россия (Сибирь и Дальний Восток).

## Описание
Мелкие жуки с укороченными надкрыльями и удлиненным телом, длина около 1 см (от 7,5 до 9,0 мм). 
От близких видов (Quedius balticus, Quedius altaicus, Quedius subunicolor, Quedius levicollis) отличается укороченными надкрыльями, которые отчётливо короче пронотума (очевидно брахиптерный вид) и относительно мелкими размерами. Формула лапок 5-5-5. Голова округлая, более узкая, чем переднеспинка. Передняя часть тела (голова и пронотум) блестящая. 
Вид был впервые описан в 2003 году канадским энтомологом Алешом Сметаной (Aleš Smetana). Включён в состав номинативного подрода Quedius s. str. (по признаку цельного переднего края лабрума) вместе с видами Q. altaicus, Q. subunicolor, Q. levicollis и Q. balticus.